# Peperomia enervis
Peperomia enervis är en pepparväxtart som beskrevs av Ferdinand von Mueller. Peperomia enervis ingår i släktet peperomior, och familjen pepparväxter. Inga underarter finns listade i Catalogue of Life.